# David XI de Kartli
David XI (Daud-Khan), era el segon fill de Luarsab I de Kartli. El 1564 es va sotmetre a Tahmasp I de Pèrsia a Qazwin. El 1569, capturat el seu germà Simó I de Kartli, fou nomenat rei de Kvemo Kartli per la seva lleialtat, però va ser deposat quan Simó va ser restablert el 1578. Va morir el 1579.